# Безрелігійність в Румунії
Безрелігійність у Румунії зустрічається доволі нечасто. Румунія є однією з найбільш релігійних країн Європи, де 92% людей стверджують, що вірять в Бога. Рівень безрелігійності набагато нижчий, ніж у більшості інших європейських країн, і є одним з найнижчих у світі. Під час перепису 2011 року лише 0,11% населення визнали себе атеїстами, що перевищує показник перепису 2002 року, а 0,10% не належать до жодної релігії. Хоча Румунія все ще залишається однією з найбільш релігійних країн Європи, рівень релігійних практик, відвідування церков і масових заходів є досить низьким, навіть у порівнянні з деякими менш релігійними країнами, ніж Румунія. Релігію сповідують переважно люди похилого віку, здебільшого в сільській місцевості, в той час як у містах відвідування церкви та релігійні обряди залишаються на значно нижчому рівні. Станом на 2021 рік, майже 85% громадян визнали себе релігійними, з них близько 73% - православними, 12% - іншими релігіями, близько 1% - атеїстами або нерелігійними, а близько 14% не визнали себе релігійними.
До здобуття Румунією незалежності від Османської імперії церква і держава були тісно пов'язані між собою. Як незалежна країна, Румунія змогла встановити власну релігійну політику, що дозволило певною мірою відокремити церкву від держави. Віротерпимість та антиклерикалізм були імпортовані до Румунії із Західної Європи в середині XIX століття. Прихильники вільнодумства, такі як Костянтин Тирон і Панаїт Зосин з Ясського університету, працювали над поширенням цієї філософії, хоча вона залишалася відносно невідомою в країні. Однією з перших дискусій про секуляризм у Румунії була дискусія про кремацію; православна церква виступала проти кремації й конфліктувала зі прихильниками даної практики аж до її легалізації у 1936 році.
Марксистський атеїзм набув поширення в Румунії після того, як країна опинилась під владою комуністів у 1945 році. Православна церква була суворо обмежена у своїй діяльності, а малі релігії були повністю заборонені. Через переважання Православної Церкви в румунському суспільстві, державний атеїзм не був впроваджений тією мірою, в якій це було в багатьох інших комуністичних країнах. Натомість Комуністична партія надавала пріоритет пропаганді проти релігії на користь марксистської школи. Священників також перетворили на пропагандистів і шпигунів комуністичного режиму. Після падіння комуністичного режиму в 1989 році атеїзм був широко маргіналізований в Румунії через його асоціації з жахами комунізму. На початку XXI століття Ремус Черня вважається лідером вільнодумства та прихильником атеїстичних концепцій.
Рівень безрелігійності та атеїзму здебільшого вищий у міських районах та промислово розвинених містах, ніж у сільській місцевості та менш розвинених регіонах.